# Gespleten tong

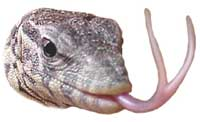
Reptielentong

Een gespleten tong, lingua bifurcata of lingua bifida is een eigenschap van de tong van sommige reptielen zoals slangen, skinken en varanen. Bij de mens is het een zeldzame medische aandoening waarbij de tong in twee delen is verdeeld.

## Reptielen
Bij een aantal reptielen zitten de receptoren van de reukzin in het orgaan van Jacobson. Om de geuren naar dit reukorgaan te voeren steken deze de tong uit, en stoppen de tong vervolgens in een holte waar de ingetrokken tong in past en waar de tongtippen langs het orgaan van Jacobson gestreken kunnen worden. De gespleten tong, met twee tongtippen, laat het reptiel toe te detecteren aan welke van de twee tongtippen de geur het sterkst is, zodat het reptiel een ruimtelijke indicatie krijgt van de oorsprong van de geur. Dit laat toe prooien te detecteren, sporen te volgen, schuilplaatsen te detecteren, soortgenoten te detecteren bij de paring, en zo meer. De gespleten tong is een voorbeeld van tropotaxie, een soort taxie die bij aanwezigheid van dubbele receptorcellen zijdelingse beweging van een stimulus kan detecteren.

## Aandoening
Bij de mens komt een gespleten tong voor bij personen die het recessief syndroom van Robinow, een erfelijke aandoening, hebben en twee derden van diegenen die lijden aan het aangeboren syndroom OFD1 (oraal-faciaal-digitaal type 1)

## Beeldspraak
Overdrachtelijk wordt ook over gespleten tong gesproken wanneer iemand verschillende meningen gelijktijdig verkondigt, zich hypocriet gedraagt of het ene zegt en het andere denkt. De term zou in deze associatieve betekenis overgewaaid zijn uit de cultuur van de Indianen (bron?).
Andere verwijzingen zouden kunnen zijn het Bijbelse verhaal van de zondeval, waarin een listige en verraderlijke slang figureert, en het apocriefe boek Sirach (Sirach 5), waar sprake is van spreken met dubbele tong, wat hetzelfde betekent als spreken met gespleten tong.